# أكوس هالر
أكوس هالر (بالمجرية: Haller Ákos)‏ هو مجدف مجري، ولد في 8 ديسمبر 1976 في بودابست في المجر.

## وصلات خارجية
- أكوس هالر على موقع الاتحاد الدولي للتجديف (الإنجليزية)
- أكوس هالر على موقع اللجنة الأولمبية الدولية (الإنجليزية)
- أكوس هالر على موقع أوليمبيديا (الإنجليزية)